# وندلویل
وندلویل (به فرانسوی: Vandeléville) یک کامین در فرانسه است که در Canton of Colombey-les-Belles واقع شده‌است.

## خصوصیات
وندلویل ۹٫۸۶ کیلومترمربع مساحت و ۲۰۲ نفر جمعیت دارد و ۳۲۶ متر بالاتر از سطح دریا واقع شده‌است.